# Benjamin Mazatis

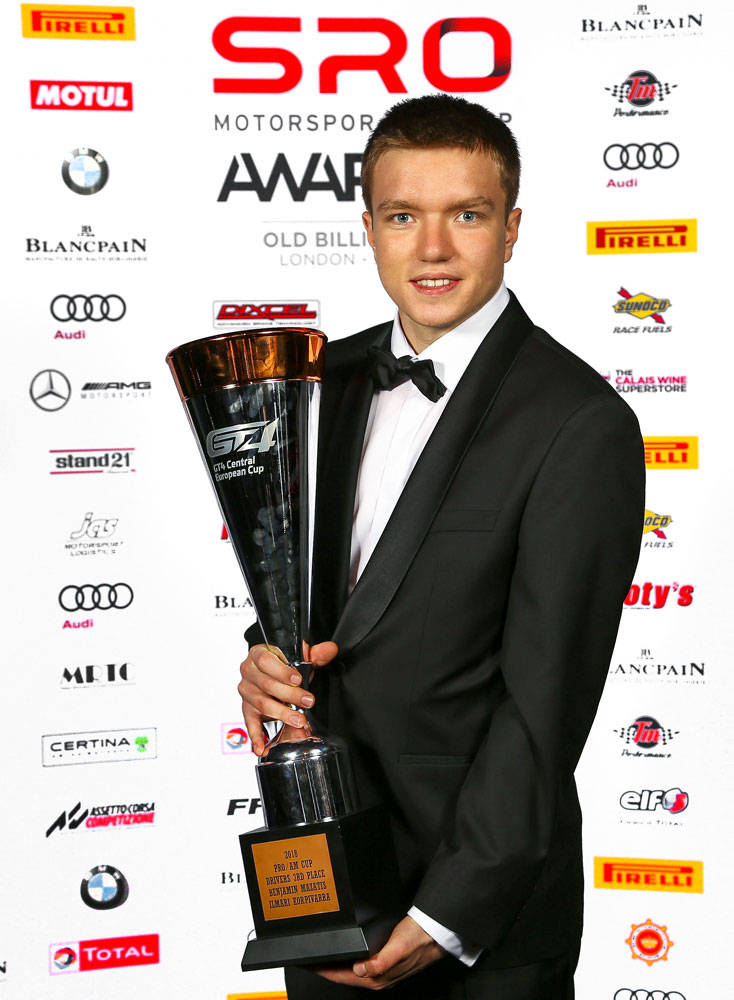
Benjamin Mazatis (2018)

Benjamin Peter Mazatis (* 14. Januar 1998 in Rosenheim) ist ein deutscher Automobilrennfahrer.

## Leben
Im Jahr 2016 schloss Mazatis die Schule mit bestandenem Abitur am Gymnasium Bruckmühl ab. Bereits auf dem Weg dahin fiel er immer wieder durch Erfolge auf und gewann 2013 den vom Schweizer Chemiekonzern Clariant gestifteten Chemie Oskar. Von Oktober 2016 bis Februar 2020 absolvierte Mazatis sein Bachelorstudium im Bereich Sportmarketing am Campus M21 in München. Dieses Studium schloss er mit einer Bachelorarbeit über das Marketing des britischen Formel-1-Fahrers Lewis Hamilton ab. Seit Oktober absolviert Mazatis ein Masterstudium im Bereich Management und Marketing.

## Sportliche Karriere

### Anfänge im Motorsport
Benjamin Mazatis begann seine Motorsportkarriere 2004 im Kartsport. Der damals 6-Jährige fuhr zunächst Kartslalom, ehe er 2007 auf die Rundstrecke wechselte. 2011 wurde Mazatis dann kurz nach seinem 13. Geburtstag von BMW zum Formel-BMW-Test auf dem Circuit Ricardo Tormo im spanischen Valencia eingeladen. Dort lernte er am Vormittag, mit drei Pedalen umzugehen, da es im Kart keine Kupplung gibt, und fuhr dann am Nachmittag im 140 PS starken Rennboliden über die Rennstrecke. Nach der Saison 2011 wechselte Mazatis endgültig vom Kart- in den Formelsport. Im Oktober 2012 wurde Mazatis beim Formel BMW Talent Cup Shot out auf dem österreichischen Red Bull Ring, hinter dem 3 Jahre älteren Jules Szymkowiak, mit 0,003 Sekunden Rückstand Zweiter.
Es war ein Rückschlag für Mazatis, da nur der Sieger eine von BMW finanzierte Formelsaison bekam. Im Gegensatz zu vielen anderen Rennfahrern kommt Mazatis aus keiner finanzstarken Familie und lernte früh gewinnen zu müssen, um in diesem Sport überhaupt eine Chance zu haben. Zwar gab es 2012 noch zwei weitere Shootouts von BMW, aber Mazatis konnte aus ebengenannten finanziellen Gründen nicht daran teilnehmen.
In der Folgezeit bereitete sich Mazatis in einem Rennsimulator im britischen Silverstone vor und bekam durch diese Verbindungen die Möglichkeit, im September 2013 eine Leistungsdiagnostik beim britischen Formel-1-Team McLaren zu machen. Mazatis wurde danach 2014 in die McLaren Performance Academy, ein Förderprogramm für junge Motorsporttalente, aufgenommen.

### Formel 4 2015
Mazatis wurde 2015, in einem nun verkleinerten Kader, erneut aufgenommen. Er startete für das Berliner Team Mücke Motorsport in der deutschen Formel-4-Meisterschaft. Dort kämpfte er unter anderem gegen den Prema-Racing-Piloten Mick Schumacher, Sohn des Formel-1-Rekordweltmeisters Michael Schumacher, und den heutigen McLaren-Piloten Lando Norris. Mazatis war im 39 Mann starken Fahrerfeld stets im Mittelfeld unterwegs, da seine Handicaps zu groß waren, um in die Spitze vorzudringen. So hatte er im Vergleich zu den anderen Fahrern aus finanziellen Gründen ein stark reduziertes Testprogramm und konnte auch nicht wie üblich in den parallelen Serien, wie beispielsweise der italienischen oder der britischen Formel-4-Meisterschaft, starten, um mehr Fahrzeit und Rennerfahrung zu bekommen. So konnte Mazatis zwar nicht mit dem Endergebnis der Meisterschaft auf sich aufmerksam machen, wurde aber von McLaren zum „Driver of Promise“ (deutsch: Fahrer der Zukunft) ausgezeichnet.

### Tourenwagensport 2016
2016 bremsten Mazatis erneut finanzielle Gründe aus und ein Verbleib in der Formel 4 scheiterte. Mazatis musste ein halbes Jahr pausieren, ehe er die Gelegenheit hatte, seine Karriere im Tourenwagensport fortzusetzen. Er wechselte zum Team Adrenalin Motorsport und wurde auf einen BMW M235i Racing eingesetzt. Gleich bei seinem Debütrennen im August fuhr Mazatis am Bilster Berg auf das Podium und wurde Zweiter. Wenige Wochen später feierte er auf der Nürburgring-Nordschleife seine Rennpremiere, konnte dort bei der Rundstrecken-Challenge Nürburgring auf Anhieb gewinnen und sowohl die Klassen- als auch Gruppenwertung für sich entscheiden.

### Wechsel in den GT-Bereich 2017
Durch diese Erfolge bekam Mazatis im Dezember 2016 ein Angebot vom Team Reiter Engineering für das 24-Stunden-Rennen von Dubai für das Jahr 2017. Dies bedeutete auch den Umstieg vom Tourenwagen in den GT-Bereich. Zusammen mit seinen Teamkollegen, den beiden Amerikanern Brett Sandberg und Dore Chaponick Jr. sowie dem Kanadier Anthony Mantella brachte er den KTM nach 24 Stunden auf dem zweiten Platz ins Ziel. Somit stand Mazatis an seinem 19. Geburtstag in Dubai zum Einstand auf dem Siegerpodest. Danach entschied sich Mazatis, die Saison mit Reiter Engineering fortzusetzen und in der „GT4 European Series Northern Cup“ an den Start zu gehen. Im Rahmen des DTM-Rennens auf dem Circuit Zandvoort feierte Mazatis mit seinem amerikanischen Teamkollegen August McBeth ein Doppelpodium. Im Samstagslauf wurde das Duo Dritter, am Sonntag dann Zweiter, obwohl sie nach technischen Problemen im Qualifying von den Startplätzen 27 und 28 in die Rennen starten mussten.
Für 2018 unterschrieb Mazatis erneut bei Reiter Engineering. Nach einem vierten Platz zum Auftakt folgten 6 Podestplätze in den nächsten 7 Rennen, ehe es zum Saisonfinale ins niederländische Zandvoort ging. Auf dem Circuit Zandvoort lag Mazatis bis 10 Minuten vor Schluss virtuell auf Meisterschaftskurs, ehe er durch einen Folgeschaden einer Startberührung einen zusätzlichen Boxenstopp einlegen musste. Damit verlor er alle Chancen auf den Titel. Am Ende wurde es für Mazatis der 3. Platz in der Fahrermeisterschaft des GT4 Europacups.
Für 2019 wechselte Mazatis zur Marke Porsche und dem Rennteam Allied-Racing. Dort erlebte er ein durchwachsenes Jahr und verließ am Ende der Saison das Team wieder. Nach dem Ausbruch der Coronapandemie 2020 und durch fehlende finanzielle Mittel gab Mazatis bekannt, für 2020 kürzerzutreten und den Fokus schon früh auf die Saison 2021 zu richten. Er bestritt in diesem Jahr lediglich drei kleinere Rennen auf einem BMW, um im Fahrrhythmus und Rennmodus zu bleiben.